# Canoparmelia albomaculata
Canoparmelia albomaculata är en lavart som beskrevs av Marcelo Pinto Marcelli & Célio Henrique Ribeiro 2002. Canoparmelia albomaculata ingår i släktet Canoparmelia och familjen Parmeliaceae.   Inga underarter finns listade i Catalogue of Life.